# Manfred Pluskwa
Manfred Pluskwa (geb. 8. Oktober 1946 in Lübeck; gest. 22. April 2016 Bad Bederkesa) war ein deutscher Bildhauer und Sozialpädagoge.

## Leben
Pluskwa absolvierte zunächst eine Ausbildung als Technischer Zeichner. Von 1970 bis 1974 schloss er ein Studium der Sozialpädagogik an. Dem folgte von 1978 bis 1983 ein Studium an der Universität Hamburg der Erziehungswissenschaft, Psychologie und Evangelischen Theologie. Im Mai 1983 erfolgte seine Promotion. Von 1983 bis 1987 war Pluskwa Studienleiter für Jugendfragen an der Evangelischen Akademie Loccum. Er war von 1987 bis 1994 Gründungsleiter des Evangelischen Bildungszentrums Bad Bederkesa. Er widmete sich besonders der Jugendarbeit. Er war Mitglied der freien Künstlervereinigung Die Arche. Hauptsächlich arbeitete Pluskwa in Holz. Dabei kam auch die Kettensäge zum Einsatz, neben dem Hammer und den Bildhauereisen. Anregungen für sein bildhauerisches Schaffen erhielt Pluskwa von Lutz Hellmuth. Ab 1993 war Puskwa in Bad Bederkesa bildhauerisch tätig. Pluskwa war Weggefährte des Landessuperintendenten Karl Manzke.

## Werke
- Gefallen, Holz 2003 in Rehburg-Loccum.[5]
- Zugewandt, Holz 2005, im Kurpark Bad Bederkesa

## Veröffentlichungen
- Qualifizierung freiwilliger Mitarbeiter in der Jugendarbeit, Diss. Hamburg 1983.
- mit  Heinrich Wittram (Hrsg.): Glaube gestaltet Wirklichkeit : Beiträge für Karl Manzke. Bederkesa : Ev. Heimvolkshochsch. 1992.
- Loccumer Protokolle 19/1984; Mit der Jugendarbeitslosigkeit in die 90er Jahre? Handlungsperspektiven zur Berufsnot Jugendlicher, Verlag: Loccum, Evangelische Akademie, 1984, 1984.
- als Hrsg.: Neue Qualitäten in d. ausserschulischen Jugendpädagogik? Verlag: Evangelische Akademie Loccum, Evangelische Akademie 1985.